# Гурген I Артануджели
Гурген I (груз. გურგენი; умер в 923 году) — грузинский принц Тао-Кларджети из династии Багратионов, правивший (эристави) в Артануджи, 

## Биография
Гурген младший — сын князя Баграта I. Константин VII Багрянородный, автор книги «Об управлении империей» упоминает, что, когда Баграт умер, трое его сыновей, Адарнасе, Гурген и Ашот поделили его владение. Должно быть, он был довольно незначительным правителем, поскольку у него не было официального титула. Однако, согласно Вахушти Багратиони, Баграта сменил его брат Давид I.
У Гургена I от неизвестной жены был только один сын, Гурген, который умер в 968 году.